# Moses Lake (Washington)
Moses Lake es una ciudad ubicada en el condado de Grant en el estado estadounidense de Washington. En el año 2000 tenía una población de 18.310 habitantes y una densidad poblacional de 567 personas por km².

## Demografía
Según la Oficina del Censo en 2000 los ingresos medios por hogar en la localidad eran de $36.467, y los ingresos medios por familia eran $42.096. Los hombres tenían unos ingresos medios de $34.945 frente a los $25.193 para las mujeres. La renta per cápita para la localidad era de $16.644. Alrededor del 15,1% de la población estaban por debajo del umbral de pobreza.